# Coppia cinematica
Una coppia cinematica è un sistema di due corpi rigidi che si muovono di moto relativo tra loro, con il vincolo che una superficie solidale al primo corpo strisci costantemente durante il moto su una superficie solidale al secondo.
Le coppie cinematiche vengono spesso distinte in coppie a chiusura di forma e coppie a chiusura di forza a seconda che il loro contatto sia o meno assicurato dalla forma degli elementi cinematici o attraverso mezzi esterni quali, ad esempio, molle.
Le coppie cinematiche più importanti nello studio della meccanica razionale sono:
- coppia prismatica;
- coppia rotoidale;
- coppia cilindrica;
- coppia elicoidale;
- coppia sferica.

## Coppia prismatica
È costituita da due elementi: uno a forma di prisma o cilindro a sezione non circolare e l'altro con un'eguale cavità prismatica o cilindrica in modo che il primo possa muovervisi con un moto relativo di tipo traslatorio rigido nel secondo. Questo sistema ha solo un grado di libertà, cioè il movimento può avvenire solo lungo una direzione che è in questo caso coincidente con l'asse della cavità prismatica e del prisma stesso.
Se uno dei due membri è fisso e l'altro mobile, il primo si chiama guida (o ralla o spallamento), il secondo pattino (o corsoio o slitta); se la guida è mobile viene detta glifo.
Può essere per esempio considerata una coppia prismatica il cassetto che può muoversi solo avanti ed indietro (senza uscire mai dalle sue guide) e la cassettiera che lo contiene.

## Coppia rotoidale
È costituita da due uguali superfici di rotazione, generalmente un cilindro ed un foro cilindrico, coassiali. Nelle coppie rotoidali i due elementi sono bloccati in modo da non consentire alcun movimento traslatorio relativo ma solo movimenti di rotazione rigida. Spesso le coppie rotoidali vengono associate alle coppie rototraslatorie specificando poi nelle diverse situazioni se vi siano uno o due gradi di libertà (in questo caso solo uno); dato un sistema di coordinate un punto d'origine ed una direzione lungo la circonferenza che è la superficie di strisciamento solidale ai due corpi è sufficiente l'angolo di rotazione come unico parametro per definire univocamente la posizione della coppia.
Sono coppie rotoidali i perni che consentono alle porte una rotazione parziale attorno agli stipiti.

## Coppia cilindrica
È molto simile alla coppia cinematica rotoidale, con l'unica ma fondamentale differenza che i due corpi cilindrici coassiali possono avere oltre al movimento rigido rotatorio anche un movimento traslatorio relativo, lungo il proprio asse. Questo fa sì che il sistema si dica a due gradi di libertà e differentemente dal moto della coppia rotoidale questo moto per essere definito necessita di due parametri: una coordinata per definire la traslazione lungo l'asse e un angolo per definire la rotazione relativa dei due corpi rigidi.

## Coppia elicoidale
È una coppia cinematica costituita da due elementi elicoidali, uno pieno ed uno cavo. Questi elementi avranno, e da qui il nome, un moto relativo elicoidale e costituiranno un sistema ad un grado di libertà: infatti sebbene il moto comporti sia una rotazione sia una traslazione queste non sono indipendenti. Definito il passo {\displaystyle p} dell'elica è sufficiente conoscere l'angolo {\displaystyle \theta } di rotazione per determinare univocamente l'avanzamento {\displaystyle x={\frac {p}{2\pi }}\theta } della vite lungo l'asse medesimo.
Una coppia cinematica elicoidale è quella costituita da vite e madrevite.

## Coppia sferica
È costituita da due elementi di superficie sferica uguale. Questo sistema ha tre gradi di libertà: per definire univocamente la posizione relativa dei due elementi sono necessari tre parametri che generalmente sono appunto le coordinate sferiche.
Il mouse a rotellina, con la sua sferetta nella parte inferiore, costituisce una coppia cinematica sferoidale.